# Duitse Democratische Vrijheidspartij
De Duitse Democratische Vrijheidspartij (Duits: Deutsche Demokratische Freiheitspartei, Tsjechisch: Německá demokratická svobodomyslná strana DDFP) was een kleine liberale politieke partij voor de Duitse minderheid in Tsjecho-Slowakije die bestond van 1919 tot 1925 (1929?) in welk laatste jaar de partij opging in de Duitse Gemeenschap van Arbeiders en Ondernemers (Deutsche Arbeits- und Wirtschafts-gemeinschaft, DAWG). De partij stond in de traditie van het Duitse liberalisme zoals dat zich heeft ontwikkeld in Oostenrijk-Hongarije. Het voornaamste streven van de DDFP was zelfbestuur voor de Sudeten-Duitsers binnen Tsjecho-Slowakije. Samen met de Duitse Sociaaldemocratische Arbeiderspartij in de Tsjecho-Slowaakse Republiek (DSDAP) en de Duitse Christelijk-Sociale Volkspartij (DCVP) behoorde de DDFP/DAWG tot de constructieve Duitse partijen die samenwerkten met de regering van Tsjecho-Slowakije. In 1929 trad de partij toe tot de regering. In 1935 maakte de partij deel uit van het kartel Sudeten-Duitse Kiezersblok (Sudetendeutscher Wahlblock) dat bij de verkiezingen van 1935 alleen een zetel in de Senaat wist te verwerven. Anders dan andere niet-socialistische Duitse partijen weigerde de DDFP in 1938 om op te gaan in de Sudeten-Duitse Partij (Sudetendeutsche Partei, SdP).
De neef van Franz Kafka, Bruno Kafka (1881-1931) zat namens de DDFP in het Tsjecho-Slowaakse parlement (1920-1929).

## Verkiezingsresultaten

### Kamer van Afgevaardigden
| Jaar            | %    | Zetels  | +/-     |
| --------------- | ---- | ------- | ------- |
| 1920            | 1,8% | 2 / 281 | NIEUW   |
| 1925            | -    | 4 / 300 | 2       |
| 1929            | -    | 4 / 300 | Stabiel |
| 1935            | -    | 0 / 300 | 4       |
| Bron: Uitslagen |      |         |         |